# Atherigona haplopyga
Atherigona haplopyga är en tvåvingeart som beskrevs av Fritz Isidore van Emden 1940. Atherigona haplopyga ingår i släktet Atherigona och familjen husflugor. Inga underarter finns listade i Catalogue of Life.